# Kranky Records
Kranky Records är ett amerikanskt skivbolag från Chicago, Illinois. Rockmusiken är oftast en utgångspunkt för bolagets band.
1993 släpptes första skivan, Prazision, av postrockgruppen Labradford.

## Artister
- Autistic Daughters
- Andrew Pekler
- Atlas Sound
- Benoit Pioulard
- Bird Show
- Boduf Songs
- Brent Gutzeit
- Brian McBride
- Charalambides
- Chihei Hatakeyama
- Christopher Bissonnette
- Chris Herbert
- Clear Horizon
- Cloudland Canyon
- Dean Roberts
- Deerhunter
- Dawn Smithson
- Ethernet
- Felix
- Fontanelle
- Greg Davis
- Gregg Kowalsky
- Growing
- Jessica Bailiff
- Jonas Reinhardt
- Keith Fullerton Whitman
- Labradford
- Lichens
- Loscil
- Lotus Plaza
- Nudge
- Pan•American
- Raglani
- Stars of the Lid
- Strategy
- The Dead Texan
- Tim Hecker
- To Kill A Petty Bourgeoisie
- Valet (Honey Owens)
- White Rainbow
- Windy & Carl

## Tidigare artister
- Aix Em Klemm
- Amp
- Bowery Electric
- Christmas Decorations
- Dadamah
- Dissolve
- Doldrums
- Flies Inside The Sun
- Godspeed You! Black Emperor
- James Plotkin
- Jessamine
- Low
- Magnog
- Out Hud
- Philosopher's Stone
- Roy Montgomery
- Spiny Anteaters
- Tomorrowland